# Ryszard Bartosz
Ryszard Władysław Bartosz (ur. 23 sierpnia 1953 w Tyszowcach) – polski polityk i samorządowiec, rolnik, poseł na Sejm X i I kadencji (1989–1993).

## Życiorys
Ukończył w 1989 studia na Wydziale Dziennikarstwa i Nauk Społecznych Uniwersytetu Warszawskiego. Prowadzi indywidualne gospodarstwo rolne. W 1976 podjął pracę zawodową w Rejonie Dróg Publicznych w Siemiatyczach na stanowisku kierownika działu. W latach 1977–1980 pracował w zarządzie wojewódzkim Związku Socjalistycznej Młodzieży Polskiej w Łomży. W 1980 pracował jako kierownik ośrodka kultury, a w latach 1985–1988 w Związku Młodzieży Wiejskiej.
W 1977 wstąpił do Polskiej Zjednoczonej Partii Robotniczej. Z jej ramienia został wybrany w 1989 na posła na Sejm kontraktowy z okręgu zamojskiego. Po rozwiązaniu PZPR przystąpił do Socjaldemokracji Rzeczypospolitej Polskiej, po czym z ramienia koalicji Sojusz Lewicy Demokratycznej uzyskał reelekcję do Sejmu I kadencji w okręgu chełmsko-zamojskim. W trakcie kadencji opuścił Klub Parlamentarny SLD. Jako kandydat niezależny bez powodzenia startował w 1993 i 1997 do Senatu w okręgu zamojskim.
Pełnił także funkcję burmistrza Tyszowiec. Wygrał wybory bezpośrednie na to stanowisko w 2002. W 2006 przeszedł do drugiej tury, po czym wycofał się z dalszego kandydowania.